# 威廉·馮·克尼普豪森
威廉·馮·克尼普豪森（德語：Wilhelm von Knyphausen，1716年11月4日—1800年12月7日），全稱為因豪森與克尼普豪森的帝國男爵威廉（德語：Reichsfreiherr Wilhelm zu Innhausen und Knyphausen），黑森-卡塞爾公國軍官，美國獨立戰爭時期英國的黑森僱傭兵將軍。
威廉生於1716年呂特茨堡，父親是東弗里斯蘭貴族、克尼普豪森男爵。威廉在1734年到普魯士王國從軍，最後在1775年成為腓特烈大帝的手下軍官，期間繼承了克尼普豪森男爵爵位。後來克尼普豪森擔任黑森-卡塞爾公國的軍官，並跟從受傭於英國的黑森僱傭兵，參與美國獨立戰爭。
克尼普豪森率先參與了沛爾岬之戰，後來在華盛頓堡攻城戰中擔任先鋒，立下戰功。1777年初利奧波德·菲力·馮·海斯特被召回黑森後，克尼普豪森便接任為黑森士兵主帥，並先後在布蘭迪萬河戰役及日耳曼敦戰役中取勝，又曾參與蒙茅斯戰役。不過隨著戰事焦點轉移，克尼普豪森被派駐紐約市的英軍大本營，未有到前線指揮戰鬥。1782年克尼普豪森因年老生病而返回歐洲，並在黑森繼續出任公職。1800年克尼普豪森以84歲高齡去世。